# Maplelawn
Maplelawn (auch Maplelawn and Gardens; dt. etwa Ahornrasen) ist der Name eines ehemaligen Wohnhauses mit ummauertem Garten in Ottawa.

## Lage und Beschreibung
Maplelawn liegt an der Richmond Road im Stadtteil Westboro, ca. 6 km südwestlich des Stadtzentrums. Das Grundstück ist an zwei Seiten von einer Wiese umgeben, die bis an die Uferstraße Macdonald Parkway am Ottawa-Fluss reicht.
Das zweieinhalbstöckige Gebäude ist im klassischen Stil gestaltet und aus Kalkstein gemauert.

## Geschichte
William Thomson, ein pensionierter Britischer Offizier ließ sich das Haus in den 1830er Jahren als Haupthaus einer 80 ha großen Farm außerhalb der damaligen Stadt Bytown errichten.
Später wurde Maplelawn von einem Holzhändler gekauft. 1950 kam das Haus in Bundesbesitz.
Heute wird das Gebäude von der National Capital Commission verwaltet und beherbergt ein Restaurant. Der Garten wird von Freiwilligen gepflegt und kann besichtigt werden.